# Közigazgatási szerv
A közigazgatási szerv a közigazgatás szervezetrendszerének legkisebb önálló egysége. A közigazgatási szervek jogállását és elnevezésüket mindig az adott állam jogrendje határozza meg.
A közigazgatási szervek általában költségvetési intézmények, azaz az állami költségvetés által megszabott keretek, gyakran az állami költségvetésből juttatott vagy átengedett eszközök felhasználásával működnek. Bár nem kizárt, hogy a költségvetési szervek bevételeik egy részét vállalkozásból szerzik, alapvetően nem nyereségorientált szervezetek.

## Alkotmányos alapok
A modern parlamenti demokrácia a hatalmi ágak szétválasztásának alkotmányos elve alapján működik. A közigazgatási szervek ezen felosztás szerint a végrehajtó hatalom részét képezik. Tehát azon állami szervek, amelyek nem a végrehajtó hatalom részei, mint az igazságszolgáltatás és a törvényhozás szervei, nem tartoznak a közigazgatási szervek közé.
A legfőbb - általános hatáskörű, központi - közigazgatási szerv a Kormány.

## Jogképesség
A közigazgatási szerv jogképes, azaz jogok és kötelezettségek alanya lehet, amennyiben az előírt jogrendben hozták létre, jogszabály meghatározta feladatkörét, rendeltetését, felruházta az ehhez szükséges hatáskörrel, és meghatározta illetékességi területét. A közigazgatási szervek közhatalommal vannak felruházva.
Közigazgatási szervet az Országgyűlés vagy a Kormány hozhat létre.

## Csoportosításuk

### Hatáskör alapján
- Általános hatáskörű közigazgatási szervek
- Különös hatáskörű közigazgátási szervek

### Illetékességalapján
- Központi közigazgatási szervek
- Helyi, területi közigazgatási szervek

## Külső hivatkozások
- http://www.njt.hu